# ادهاناکوریچی
ادهاناکوریچی (به انگلیسی: Adhanakurichi) در هند است که در تامیل نادو واقع شده‌است.

## خصوصیات
ادهاناکوریچی ۳٬۵۲۸ نفر جمعیت دارد.